# 黃瓚 (撫州)
黃瓚（1398年—？），字時貴，江西撫州府臨川縣人，民籍。明朝政治人物。進士出身。

## 生平
九月二十八日生。廣東鄉試中举。宣德八年（1433年）癸丑科會試第五十三名，殿試登進士第二甲第二十三名。正統元年八月擢授兵部主事。

## 家族
曾祖父黃寅。祖父黃華。父亲黃學問，曾任陽山縣學教諭。母陳氏，繼母陳氏。慈侍下。弟時清。娶丁氏，繼娶高氏。